# دالة بيتا

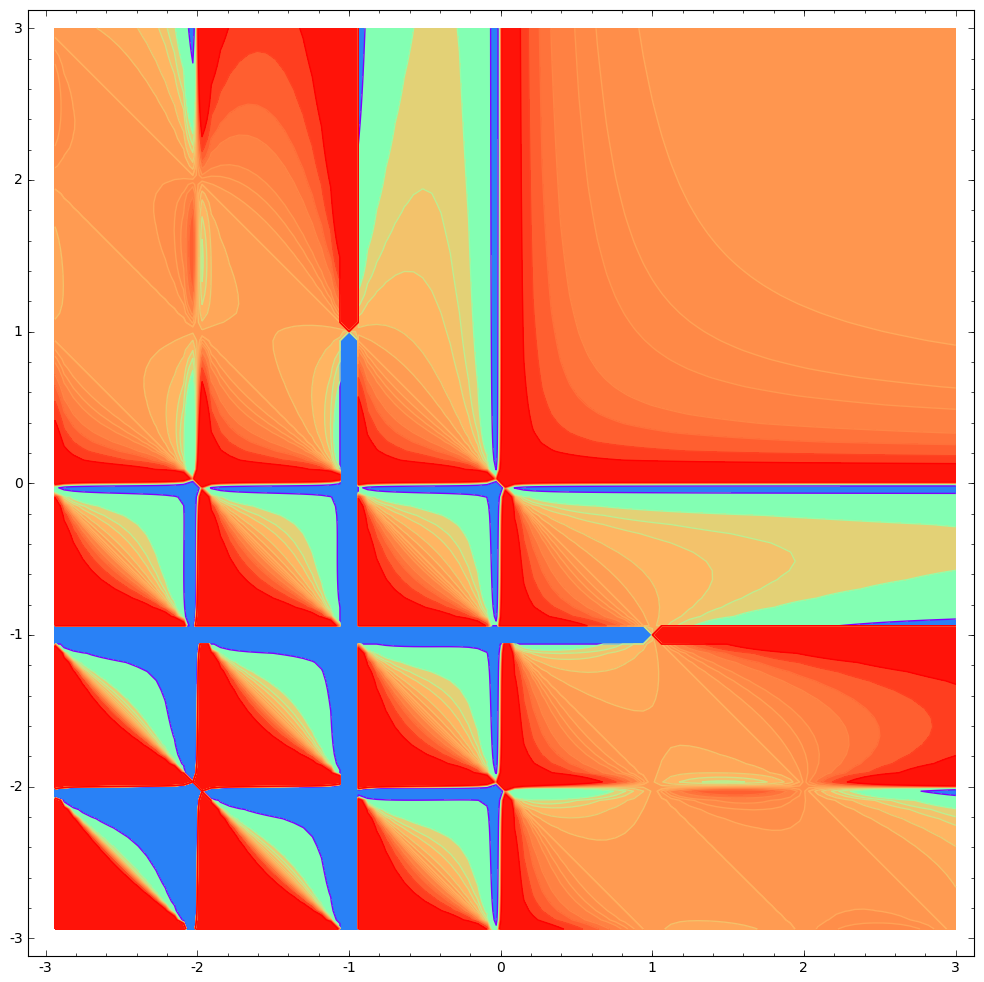
الخط المنسوب لدالة بيتا

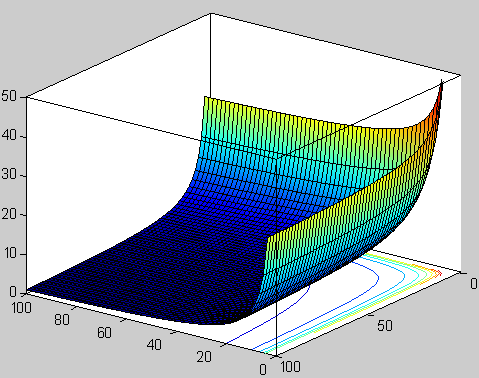
الرسم البياني لدالة بيتا لقيم موجبة لكل من x و y

في الرياضيات، دالة بيتا (بالإنجليزية: Beta function)‏، والمعروفة أيضا باسم تكامل أويلر من النوع الأول، هي دالة خاصة تعطي بالعلاقة التالية:
{\displaystyle \mathrm {\mathrm {B} } (x,y)=\int _{0}^{1}t^{x-1}(1-t)^{y-1}\,dt\!}
لكل {\displaystyle {\textrm {Re}}(x),{\textrm {Re}}(y)>0.\,}
تعاقب علي دراسة هذه الدالة كل من أويلر وليجاندر والذي أعطاها هذا الاسم هو جاك بينيه. يعد الرمز B هوأحد الحروف الكبيرة في الكتابة اليونانية أما الحرف الصغير له فهو β.

## الخصائص
تعتبر دالة بيتا دالة دالة متماثلة ، وهذا يعني:
{\displaystyle \mathrm {B} (x,y)=\mathrm {B} (y,x).\!}
يمكن تعريف دالة بيتا بدلالة دالة غاما وذلك عن طريق الصيغة التالية :
{\displaystyle \mathrm {B} (x,y)={\dfrac {\Gamma (x)\,\Gamma (y)}{\Gamma (x+y)}}\!}
عندما يكون كل من x و y عددا صحيحا موجبا تكون صيغة دالة بيتا كالتالي :
{\displaystyle \mathrm {B} (x,y)={\dfrac {(x-1)!\,(y-1)!}{(x+y-1)!}}\!}
حيث (Gamma (x تساوي (x-1)! عندما يكون x عددا صحيحا موجبا.
وتوجد العديد من الصيغ لدالة بيتا منها :
{\displaystyle \mathrm {B} (x,y)=2\int _{0}^{\pi /2}(\sin \theta )^{2x-1}(\cos \theta )^{2y-1}\,d\theta ,\qquad \mathrm {Re} (x)>0,\ \mathrm {Re} (y)>0\!}
{\displaystyle \mathrm {B} (x,y)=\int _{0}^{\infty }{\dfrac {t^{x-1}}{(1+t)^{x+y}}}\,dt,\qquad \mathrm {Re} (x)>0,\ \mathrm {Re} (y)>0\!}
{\displaystyle \mathrm {B} (x,y)=\sum _{n=0}^{\infty }{\dfrac {n-y \choose n}{x+n}},\!}
{\displaystyle \mathrm {B} (x,y)={\frac {x+y}{xy}}\prod _{n=1}^{\infty }\left(1+{\dfrac {xy}{n(x+y+n)}}\right)^{-1},\!}
{\displaystyle \mathrm {B} (x,y)\cdot (t\mapsto t_{+}^{x+y-1})=(t\to t_{+}^{x-1})*(t\to t_{+}^{y-1})\qquad x\geq 1,y\geq 1,\!}
{\displaystyle \mathrm {B} (x,y)\cdot \mathrm {B} (x+y,1-y)={\dfrac {\pi }{x\sin(\pi y)}},\!}

## العلاقة بين دالة بيتا ودالة غاما
لايجاد التكامل الذي يمثل دالة بيتا، نبدأ بحاصل ضرب دالتين غاما :
{\displaystyle \Gamma (x)\Gamma (y)=\int _{0}^{\infty }\ e^{-u}u^{x-1}\,du\int _{0}^{\infty }\ e^{-v}v^{y-1}\,dv=\int _{0}^{\infty }\int _{0}^{\infty }\ e^{-u-v}u^{x-1}v^{y-1}\,du\,dv.\!}
بتبديل المتغيرين بوضع u=zt و (v=z(1-t يتضح ما يلي:
{\displaystyle \int _{z=0}^{\infty }\int _{t=0}^{1}\ e^{-z}(zt)^{x-1}(z(1-t))^{y-1}z\,dt\,dz=\int _{z=0}^{\infty }\ e^{-z}z^{x+y-1}\,dz\int _{t=0}^{1}t^{x-1}(1-t)^{y-1}\,dt.\!}
من أجل حساب هذا التكامل المزدوج والقيام بهذا التغيير للمتغير، انظر إلى مصفوفة جاكوبية ومحددة جاكوبية.
ومن ثم،
{\displaystyle \Gamma (x)\,\Gamma (y)=\Gamma (x+y)\mathrm {B} (x,y).}

## المشتقات
تكون مشتقة دالة بيتا علي الصورة :
{\displaystyle {\partial  \over \partial x}\mathrm {B} (x,y)=\mathrm {B} (x,y)\left({\Gamma '(x) \over \Gamma (x)}-{\Gamma '(x+y) \over \Gamma (x+y)}\right)=\mathrm {B} (x,y)(\psi (x)-\psi (x+y)),}
حيث {\displaystyle \ \psi (x)} هي دالة ثنائي غاما

## التكاملات
يشمل تكامل نورلايد-ريز تكامل دالة بيتا.

## التقريب
يمكن تقريب دالة بيتا عن طريق تقريب ستيرلينغ ويعطي الصيغة التالية :
{\displaystyle \mathrm {B} (x,y)\sim {\sqrt {2\pi }}{\frac {x^{x-{\frac {1}{2}}}y^{y-{\frac {1}{2}}}}{\left({x+y}\right)^{x+y-{\frac {1}{2}}}}}}
وذلك لكل من x و y كبيرين، أما ان كان x كبير و y محدود فتكون الصيغة كالتالي:
{\displaystyle \mathrm {B} (x,y)\sim \Gamma (y)\,x^{-y}.}

## دالة بيتا غير الكاملة
تعتبر دالة بيتا غير الكاملة تعميما لدالة بيتا وتعطي بالصيغة:
{\displaystyle \mathrm {B} (x;\,a,b)=\int _{0}^{x}t^{a-1}\,(1-t)^{b-1}\,dt.\!}
عندما x=1 توؤل دالة بيتا غير الكاملة الي دالة بيتا الكاملة والعلاقة بين الدالتين كالعلاقة بين دالة غاما وتعميماها دالة غاما غير الكاملة.
دالة بيتا غير الكاملة المنظمة أو المعرفة اختصارا ب دالة بيتا المنظمة تعرف عن طريق دالة بيتا غير الكاملة والكاملة كالتالي:
{\displaystyle I_{x}(a,b)={\dfrac {\mathrm {B} (x;\,a,b)}{\mathrm {B} (a,b)}}.\!}
بحل هذا التكامل (يمكن حله بالتكامل بالتجزئة) سوف نجد:
{\displaystyle I_{x}(a,b)=\sum _{j=a}^{a+b-1}{(a+b-1)! \over j!(a+b-1-j)!}x^{j}(1-x)^{a+b-1-j}.}

### خصائصها
{\displaystyle {\sqrt {\sqrt[{\surd }]{2}}}}
{\displaystyle I_{1}(a,b)=1\,}
{\displaystyle I_{x}(a,b)=1-I_{1-x}(b,a)\,}
{\displaystyle I_{x}(a+1,b)=I_{x}(a,b)-{\frac {x^{a}(1-x)^{b}}{aB(a,b)}}\,}

## وصلات خارجية
- Evaluation of beta function using Laplace transform على بلانيت ماث
- Arbitrarily accurate values can be obtained from:
  - The Wolfram Functions Site: Evaluate Beta Regularized Incomplete beta
  - danielsoper.com: Incomplete Beta Function Calculator, Regularized Incomplete Beta Function Calculator